# Kobanî-Prozess
Der Kobane-Prozess (türkisch Kobani Davası) ist ein Strafgerichtsverfahren gegen prokurdische Politiker und Menschenrechtler, vor allem gegen hochrangige Mitglieder der Demokratischen Partei der Völker (HDP), welches sich auf gewaltsame Proteste in der nordsyrischen Stadt Kobanê im Oktober 2014 bezieht.
Der Prozess findet seit April 2021 vor dem Staatssicherheitsgericht im Gefängniskomplex Sincan (Typ-F-Gefängnis) nahe der türkischen Hauptstadt Ankara statt. Offiziell wird den Angeklagten vorgeworfen, Mitglieder einer Terrororganisation zu sein und die „Einheit und territoriale Integrität des Staates“ gefährdet zu haben. Kritiker sowie der Europäische Gerichtshof für Menschenrechte (EGMR) interpretieren diesen Prozess jedoch als Schauprozess der AKP-Regierung gegen ihre politischen, prokurdischen Gegner. Staatspräsident Erdogan beschuldigt die HDP seit Langem, der politische Arm der verbotenen Untergrundorganisation PKK zu sein.

## Hintergrund
Im Kobanî-Prozess stehen insgesamt 108 HDP-Mitglieder vor Gericht. Dabei geht es um die Proteste im Herbst 2014, die in vielen kurdischen Städten der Türkei gegen die dramatische Lage in der syrischen Stadt Kobanî stattfanden. Die direkt an der Grenze zur Türkei gelegene und überwiegend von Kurden bewohnte Stadt wurde ab September 2014 vom Islamischen Staat (IS) belagert. Dies löste große Flüchtlingsströme in die Türkei aus, etwa 200.000 Flüchtlinge kamen aus Syrien in die Türkei. In einer Rede verkündete der türkische Präsident Erdogan den Fall von Kobanî, während die kurdische Stadt weiterhin hart umkämpft war. Dort kämpften kurdische YPG-Milizen gegen den Einmarsch der IS-Truppen. Unzufrieden mit der Herangehensweise der türkischen Regierung an die Belagerung rief die HDP zu Protesten gegen ein mögliches Massaker in Kobanî auf. Die Proteste stießen auf Gegenproteste der radikalislamistischen Hür Dava Partisi.
Die HDP hat eine Untersuchung der Proteste in der Großen Nationalversammlung der Türkei gefordert, ihre Anträge wurden jedoch abgelehnt.